# Елена Троянская (мини-сериал)
«Елена Троянская» (англ. Helen of Troy) — американский драматический двухсерийный мини-сериал по мотивам поэмы Гомера «Илиада». Фильм повествует о жизни Елены, начиная с её юности и заканчивая завершением Троянской войны.

## Сюжет
Царица Гекуба рожает сына, которого называет Александром. В этот момент прибегает вещая царевна Кассандра. Ей было видение о гибели Трои, виновником которой будет Александр. Пророчество маленькой дочери пугает царя Приама, и он приказывает отнести младенца в горы. Наблюдавший за исполнением приговора пастух Агелай забирает мальчика к себе и дает ему имя Парис. Мальчик становится ловким и сильным юношей, и к нему приходят три богини — Гера, Афина и Афродита. Они просят его выбрать самую красивую из них. Каждая пытается склонить чашу весов в свою пользу: Гера обещает пастуху богатство, Афина — сделать его храбрым и мудрым, Афродита — спартанку Елену.
В то же время Елена видит изображение Париса в воде (вероятно, что его показала Афродита) и влюбляется в него. Старшая сестра Елены Клитемнестра выходит замуж за Агамемнона, наследника трона Микен. Юную царевну замечают Агамемнон и его брат Менелай. Агамемнон сражен красотой девочки, а Менелай влюбляется в неё с первого взгляда. Тиндарея и Клитемнестру оскорбляет такое явное неуважение, и царь Спарты приказывает девушке удалиться, запрещая приходить на брачный пир. Менелай уговаривает спартанского царя простить младшую дочь, на что тот соглашается. На свадебном пиру оба брата не сводят глаз с Елены, что заставляет её в панике бежать. Её похищают афинский царь Тесей и его друг Пирифой. По жребию Елена достается Тесею. Тесей рассказывает царевне, что её настоящим отцом является Зевс, а её мать Леда покончила с собой, не пережив позора насилия. Елена проникается симпатией к немолодому Тесею, но у их отношений нет будущего. Брат Клитемнетры и Елены, Поллакс (Полидевк) находит сестру, и на её глазах происходит схватка. Финал этой схватки — смерть обоих воинов. Тиндарей обвиняет дочь в гибели своего наследника: поскольку Клитемнестра стала женой Агамемнона и проживает с ним в Микенах, то теперь трон унаследует Елена.
Женихов очень много, и Одиссей предлагает бросить перстни в чашу, чей упавший перстень будет ближе к чаше, тот станет мужем Елены. Все дают клятву, что придут на помощь счастливцу. Перстень Менелая падает в чашу. Он изумлен, но в следующий момент улыбается и показывает перстень брату. Агамемнон недоволен, что женщина, которой он жаждет обладать, отныне принадлежит Менелаю.
В Трое любимого быка Париса уводят, чтобы потом подарить его победителю игр, которые устраивает царь Приам. Парис решает пойти на игры, чтобы вернуть быка, хотя Агелай пытается отговорить его. Парис побеждает в каждом состязании. Кассандра узнает в нём своего младшего брата и говорит об этом старшему брату Гектору. Гектор вызывает Париса, они будут драться насмерть. Гектор начинает проигрывать. Своими громкими криками Кассандра привлекает внимание отца, Приам и Гекуба понимают, что перед ними их сын. Их догадки подтверждает Агелай, он показывает им покрывало, в которое был завернут младенец Парис. Царь во всеуслышание признает Париса своим сыном, что повергает в трепет Гектора с Кассандрой, ведь они помнят о пророчестве о гибели Трои.
После смерти Тиндарея Парис едет в Спарту в качестве посла. Желая похвастать красотой жены перед гостями, Менелай приказывает Елене явиться на пир во всем своем великолепии. Царица понимает это в буквальном смысле: она предстает перед греческими царями полностью обнаженной. Именно тогда появляется Парис. Жена Менелая и сын Приама влюбляются друг в друга. Агамемнон отвергает мир с Троей и сжигает свитки с мирными договорами и хочет убить троянского царевича. Елена в отчаянии пытается покончить с собой, спрыгнув со стены, но её спасет Парис. Их видит Клитемнестра и понимает это по-своему, в чём и упрекает Елену. В ответ на упреки сестра отвечает, что влюбилась. Искреннее признание вынуждает микенскую царицу рассказать, что ждет троянца. Елене удается спасти Париса, и она уплывает с ним в Трою.
Менелай узнает о побеге жены и обращается к Агамемнону за помощью. Царь Микен снаряжает корабли. Но нет попутного ветра. Калхас говорит царю, что в обмен на попутный ветер Артемида хочет, чтобы ей принесли в жертву его дочь Ифигению. Агамемнон цинично соглашается. Ифигению забирают у матери и приводят к месту жертвоприношения. Отец по-настоящему любит Ифигению, но жажда захватить богатый город подавляет в нём отцовские чувства, и Агамемнон убивает девочку. В тот же миг дует попутный ветер. В Трое Приам принимает Елену под свою защиту, хотя вслед за Парисом и Еленой на берег высаживаются греки. Одиссей с Менелаем хотят вернуть спартанскую царицу миром. Менелай до сих пор возмущен побегом и требует выдачи Елены, только потому что она — его жена; Одиссей прерывает Менелая и красноречиво описывает Приаму чувства супруга сбежавшей царицы. Приаму пришлись по душе умные слова царя Итаки, но услышав от самой Елены, насколько сильно она любит Париса, он решает оставить её в Трое.
Получив отказ, греки осаждают город. Троянцев возглавляет Гектор, но битва заканчивается сокрушительным поражением троянской армии.
Проходит десять лет. Агамемнон соглашается закончить войну по итогам поединка Менелая и Париса. Если победит Менелай, Елена возвращается с мужем в Спарту; если победит Парис, то Елена может остаться, а греки покидают берега Трои.
Агамемнон обманывает троянцев, отравив копье Менелая, о чём царь Спарты прекрасно осведомлён. Коварство дает повод Гектору самому бросить грекам вызов; и на этот раз поединок будет не на жизнь, а на смерть. Ахиллес принимает вызов, но соглашается бороться сам за себя, а не за честь Менелая. В итоге Ахиллес побеждает и убивает Гектора, пригвоздив его копьём к столбу.
Елена боится за жизнь Париса и идёт к Кассандре, которую заключили в темницу из-за её «глупых» пророчеств, поведанных ещё в начале войны. Она хочет узнать, как спасти Париса. Кассандра отвечает, что её единственный выход — сдаться грекам. Елена приходит в палатку Агамемнона и предлагает сделку — жизнь Париса в обмен на её возвращение. Но Агамемнон желает разгромить Трою и отказывается. Вслед за Еленой в лагерь к грекам отправляется Парис. Ахиллес нападает на него, но Парис его убивает выстрелом в пятку. Парис и Елена встречаются, но в последний момент Агамемнон находит их и убивает безоружного Париса.
Тело Париса сжигают. Троянцы обнаруживают, что греки далеко уплыли, оставив огромную статую деревянной лошади на берегу. Оставленный товарищами Синон объясняет, что греки оставили коня в дар Афине. Статую завозят в город, и Троя празднует победу над греками до поздней ночи. Но когда все засыпают, греки выходят из укрытия, сделанного внутри деревянной лошади, и разоряют город. К Агамемнону приводят Елену, и Агамемнон делает то, что хотел сделать всегда — насилует Елену прямо на глазах Менелая, бессильного помочь своей жене. Клитемнестра прибывает в разрушенную Трою. Её глазам предстает страшная картина: Елена, униженная позором насилия, и довольный собой Агамемнон. Клитемнестра выпроваживает сестру. Агамемнон хладнокровно выговаривает ей, что это всё не её дело. Клитемнестра убивает супруга ради власти, бросив на него рыбацкую сеть и исколов кинжалом.
Елена бродит по разрушенному городу, вспоминая Париса. Его тень уверяет, что будет ждать её. Случайно нашедший Елену Менелай хочет отрубить ей голову за весь тот позор и смерть многих тысяч воинов, причиной которых она послужила. Молчаливая покорность Елены и любовь, все ещё испытываемая Менелаем, дают ей ещё один шанс. Елена прямо говорит мужу, что никогда не сможет его полюбить, но вернется с ним в Спарту и теперь уже станет ему верной женой.

## В ролях
| Актёр             | Роль         |
| ----------------- | ------------ |
| Сиенна Гиллори    | Елена        |
| Мэттью Марсден    | Парис        |
| Руфус Сьюэлл      | Агамемнон    |
| Джеймс Кэллис     | Менелай      |
| Джон Рис-Дэвис    | Приам        |
| Дэниел Лапейн     | Гектор       |
| Джо Монтана       | Ахиллес      |
| Эмилия Фокс       | Кассандра    |
| Мэриам д’Або      | Гекуба       |
| Найджел Уитми     | Одиссей      |
| Кэти Блейк        | Клитемнестра |
| Стеллан Скарсгард | Тесей        |
| Мануэль Кучи      | Агелай       |
| Крейг Келли       | Поллакс      |
| Кристина Пэрис    | Ифигения     |
| Джим Картер       | Пирифой      |

## Расхождения с оригиналом
- Кассандра получает дар прорицания от Аполлона и отказывает ему в любви, за что и наказана им неубедительностью пророчеств[1]; в фильме видения у неё появляются в детстве, и кто наделил девочку даром, неизвестно.
- По наиболее популярной версии Тиндарей предоставляет Елене самой выбрать себе мужа, и она выбирает Менелая, которого любит; в фильме Елена не испытывает к Менелаю никаких чувств, а он выигрывает Елену в жеребьевке.
- У Менелая и Елены была дочь Гермиона[2], брошенная матерью ради Париса в девятилетнем возрасте[3]; в фильме у Елены вообще нет детей, создается впечатление, что она бесплодна.
- Агамемнон заманивает Ифигению помолвкой с Ахиллесом и пытается спасти; в фильме девочку приводят к алтарю, а Агамемнон хладнокровно убивает дочь.
- Как женщина Елена никогда не интересовала Агамемнона; в фильме он её вожделеет и даже насилует.
- В сериале отсутствуют персонажи Андромаха (жена Гектора) и Патрокл (друг Ахиллеса).

## Исторические неточности
- Свадьба имеет явный древнеримский уклон. В Древней Греции невеста надевала на свадьбу белое платье и закрывала лицо плотным жёлтым покрывалом, а во время пира женщины сидели отдельно от мужчин (которые возлежали). В фильме у Клитемнестры платье и покрывало красного цвета, её лицо открыто, и возлежат все гости.
- Упоминаются Византия и персидский шелк. Город Византий был основан в VII веке до н. э., торговля шелком началась с IV века до н. э., в то время как Троянская война приходится на XIII—XII век до н. э.
- Троянская война длилась десять лет, но никто из героев не постарел.
- Пенелопа не могла ткать покрывало, так как война ещё не закончилась, а Одиссей узнал о хитрости жены только после возвращения на Итаку[4].